# Henriëtte Tol
Pour les articles homonymes, voir Tol (homonymie).
Henriëtte Tol, née le 9 mars 1953 à Alkmaar,, est une actrice néerlandaise.

## Filmographie[3]

### Cinéma et téléfilms
- 1981 : Een vlucht regenwulpen : La sœur
- 1982 : Le Silence autour de Christine M. (De stilte rond Christine M.) : La secrétaire
- 1983 : Mensen zoals jij en ik (nl) : Hannie, l'hôtesse
- 1983 : Een zaak van leven of dood (nl) : La psychiatre
- 1983 : De Anna : Marie
- 1984 : Gebroken spiegels (nl) : Dora
- 1986 : Blindeman : Yolande
- 1990 : Medisch Centrum West (nl) : Patricia Keijzer
- 1991 : Een dubbeltje te weinig (nl) : To Ruif
- 1991 : Zeg 'ns Aaa (nl) : La détective
- 1991-1992 : Goede tijden, slechte tijden : Karin Alberts
- 1992-1993 : Niemand de deur uit (nl) : Els Prins
- 1995 : Vrouwenvleugel (nl) : Mia
- 1996-2003 : Baantjer : Deux rôles (Margreet van Baaren et Nelly Aronson)
- 1997 : Kind aan Huis (nl) : Daphne
- 1999-2003 : Westenwind (nl) : Conny de Graaf
- 2002 : Intensive Care (nl) : Liesbeth
- 2002 : Schiet mij maar lek (nl) : Ma Aurahema
- 2005-2008 : Keyzer & de Boer advocaten : Atty. Nina Bisschot
- 2010 : S1ngle (nl) : Mona
- 2010-2014 : Bloedverwanten (nl) : Esther de Winter
- 2012 : Dokter Tinus : Louise Benschop
- 2013 : Tula: The Revolt (nl) : Mme Lesire
- 2014 : Sinterklaasjournaal (nl) : La grand-mère
- 2015 : Popoz (nl) : La commissaire
- 2016 : Centraal Medisch Centrum (nl) : Marise van der Horst
- 2016 : De Zevende Hemel (nl) : Maria
- 2018 : Kerst met de Kuijpers : Marja Kuijpers